# (27966) Changguang
(27966) Changguang est un astéroïde de la ceinture principale.

## Description
(27966) Changguang est un astéroïde de la ceinture principale. Il fut découvert le 16 septembre 1997 à la station de Xinglong par le programme Beijing Schmidt CCD Asteroid Program. Il présente une orbite caractérisée par un demi-grand axe de 2,91 UA, une excentricité de 0,21 et une inclinaison de 9,8° par rapport à l'écliptique.

## Compléments